# Danbury (Nuevo Hampshire)
Danbury es un pueblo ubicado en el condado de Merrimack en el estado estadounidense de Nuevo Hampshire. En el Censo de 2010 tenía una población de 1.164 habitantes y una densidad poblacional de 11,95 personas por km².

## Geografía
Danbury se encuentra ubicado en las coordenadas 43°31′42″N 71°52′7″O / 43.52833, -71.86861. Según la Oficina del Censo de los Estados Unidos, Danbury tiene una superficie total de 97,41 km², de la cual 96,61 km² corresponden a tierra firme y (0,82%) 0,8 km² es agua.

## Demografía
Según el censo de 2010, había 1.164 personas residiendo en Danbury. La densidad de población era de 11,95 hab./km². De los 1.164 habitantes, Danbury estaba compuesto por el 98,71% blancos, el 0,09% eran afroamericanos, el 0,17% eran amerindios, el 0,26% eran asiáticos, el 0% eran isleños del Pacífico, el 0,26% eran de otras razas y el 0,52% pertenecían a dos o más razas. Del total de la población el 1,46% eran hispanos o latinos de cualquier raza.